# Jahrhundertsteine (Breslau)

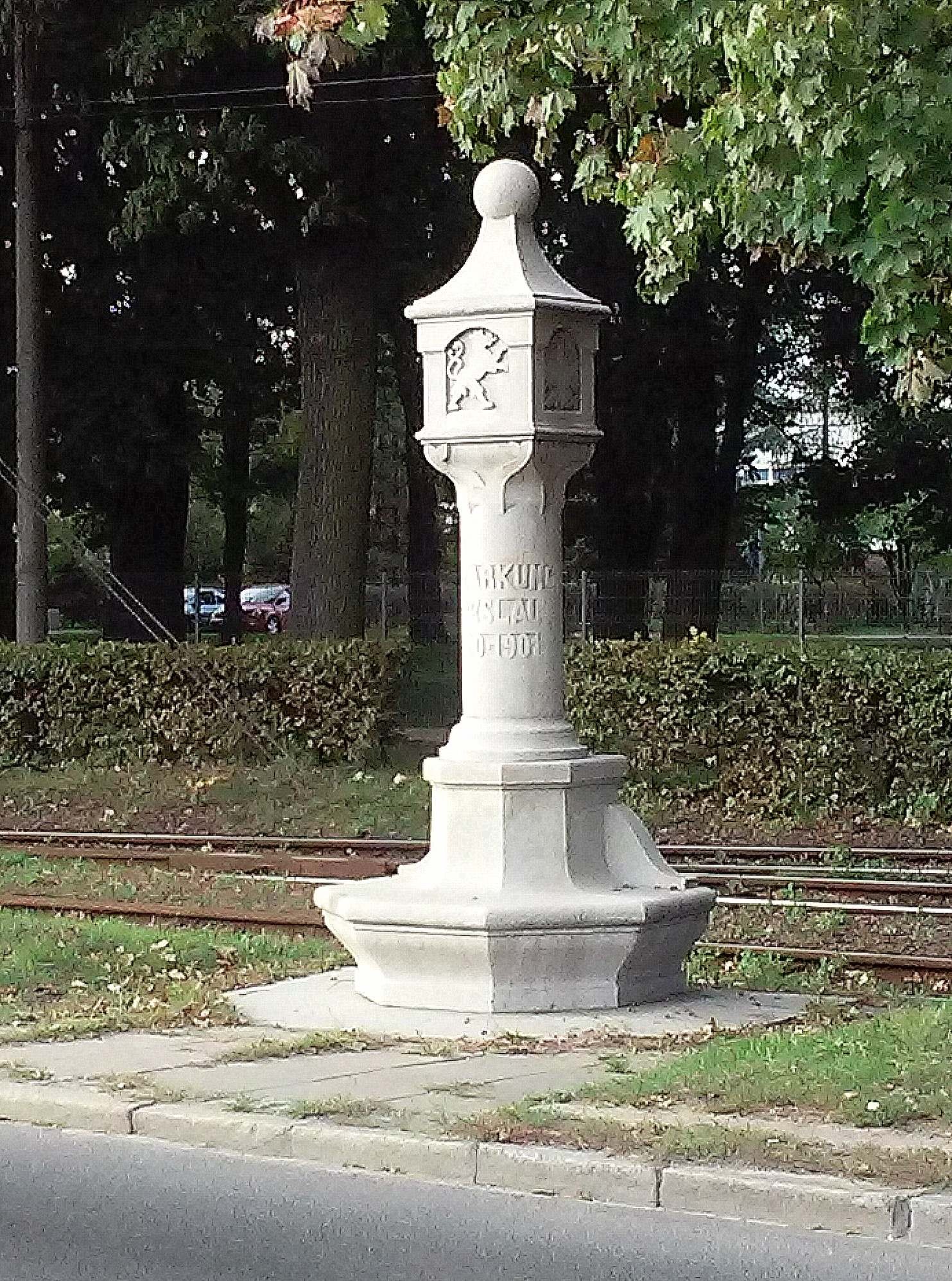
Jahrhundertstein

Die Jahrhundertsteine (polnisch Kamienie Stulecia, schlesisch Joahrhundertsteene) erinnern an die Errichtung von Grenzpfählen um Breslau.
Die drei erhaltenen Grenzpfähle der einstmals sechs „Jahrhundertsteine“ wurden zwischen 1900 und 1901 zur Markierung der Stadtgrenze an den Ausfallstraßen aufgestellt. Alle Granitpfeiler hatten die gleiche Form (vermutlich angelehnt an die Form der Breslauer „Hahnenkrähe“): einen Sockel, der auch als Sitzgelegenheit dienen konnte, eine Säule mit der steinernen Inschrift Gemarkung Breslau 1900-1901, darauf einen mit einem Dach versehenen Würfel, dessen Seiten die vier Elemente des Stadtwappens zierten. Man erhielt die Pfeiler nach dem Krieg samt den darauf befindlichen Wappensymbolen und der Jahreszahl, entfernte aber auf Anordnung der Stadtverwaltung die deutsche Inschrift Gemarkung Breslau.

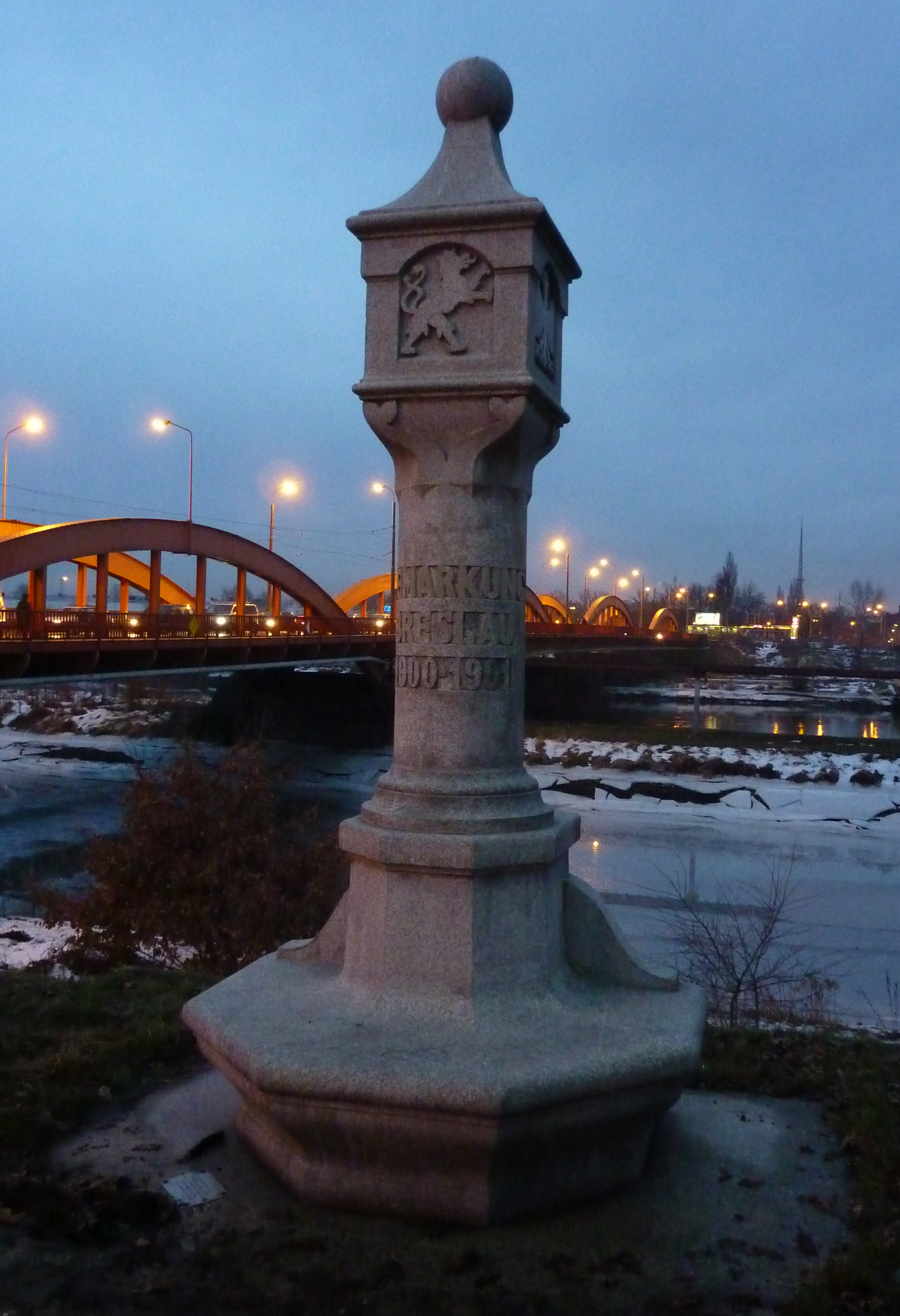
Nord
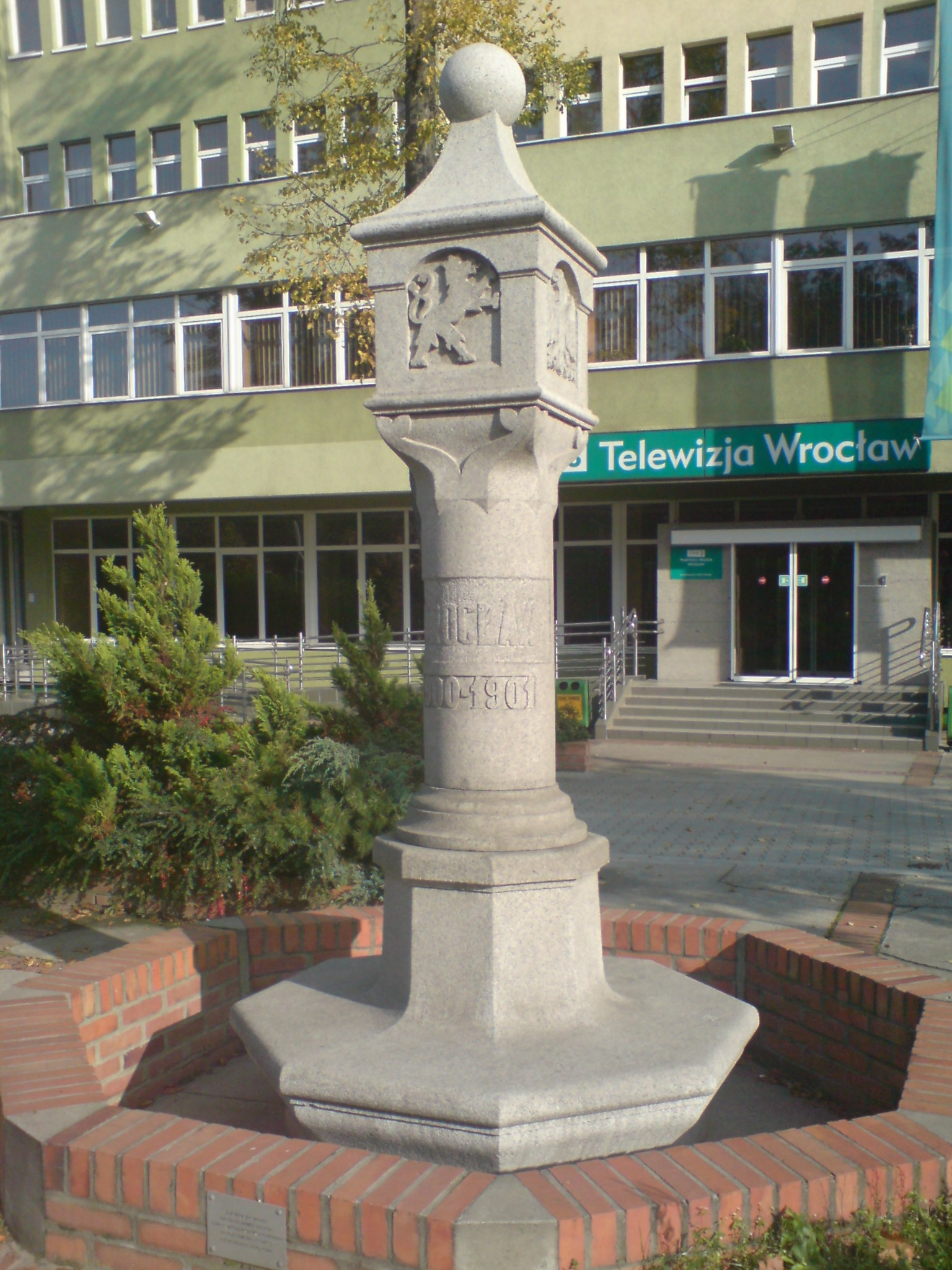
Süd
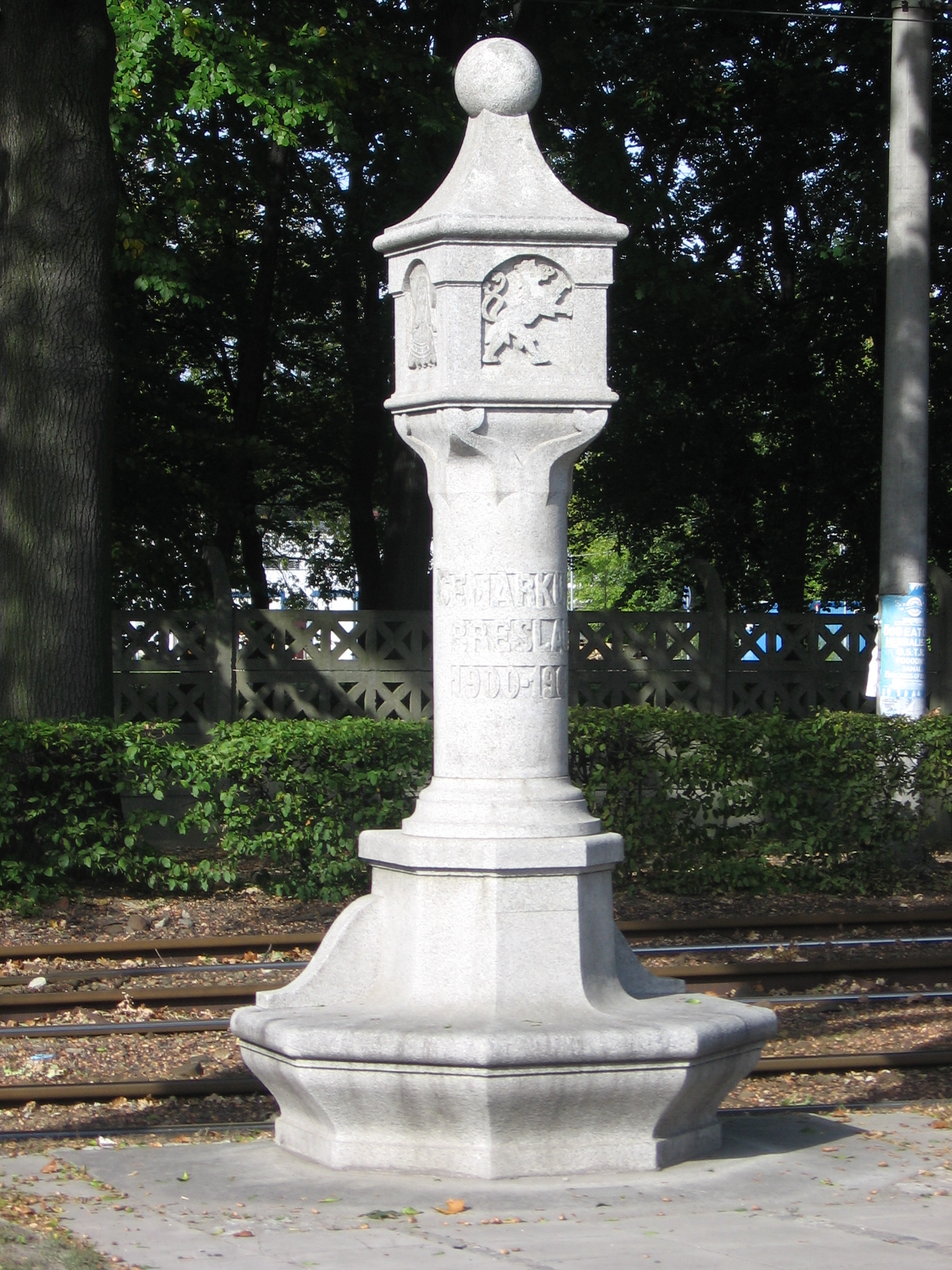
Ost